# Abronia reidi
Abronia reidi là một loài thằn lằn trong họ Anguidae. Loài này được Werler & Shannon mô tả khoa học đầu tiên năm 1961.